# Theresa May
Theresa Mary Brasier May, Baroness May van Maidenhead (Eastbourne, 1 oktober 1956) is een Britse politica. Zij was van 1997 tot 2024 lid van het Lagerhuis voor de Conservative Party in het kiesdistrict Maidenhead. Ze was van 13 juli 2016 tot 7 juni 2019 de 27e partijleider van de Conservatieve Partij, en van 13 juli 2016 tot 24 juli 2019 premier van het Verenigd Koninkrijk. Sinds 2024 is ze als Barones May van Maidenhead lid van het Hogerhuis.

## Jeugd en studie

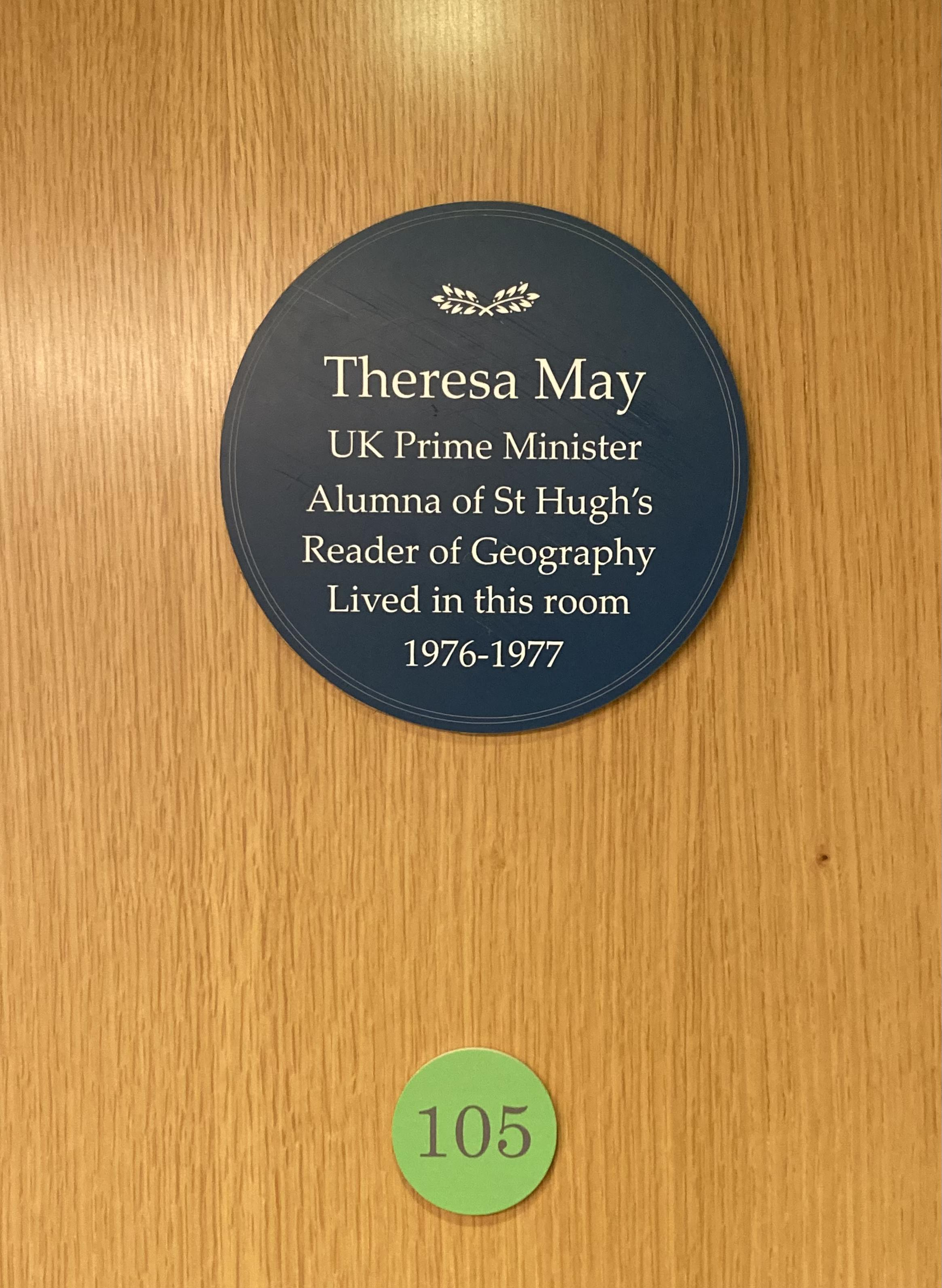
Plakaat op de kamer op St Hugh's College, Universiteit van Oxford, waar May woonde tijdens haar studententijd.

Theresa May werd als enig kind geboren in een domineesgezin in het Engelse Eastbourne, waarna ze haar schooltijd doormaakte in het dorp Begbroke in het graafschap Oxfordshire. Ze studeerde vervolgens aardrijkskunde aan de Universiteit van Oxford, waar ze onderdeel was van St Hugh's College. Tijdens haar tijd in Oxford ontmoette ze onder meer Benazir Bhutto, die later premier van Pakistan zou worden. Bhutto stelde haar voor aan Philip May, waarmee ze in 1980 in het huwelijk zou treden. Het koppel bleef ongewenst kinderloos.
Theresa May verloor in korte tijd haar beide ouders. Haar vader kwam in oktober 1981 om het leven door een auto-ongeluk. Enkele maanden later overleed haar moeder aan multiple sclerose.
Na haar afstuderen werkte Theresa May van 1977 tot 1983 voor de Bank of England als financieel adviseur. Van 1985 tot 1995 was ze directeur van de  European Affairs Unit of the Association for Payment Clearing Services.

## Politieke carrière

### Parlementslid en minister
In 1997 werd zij als lid van het Lagerhuis gekozen in het kiesdistrict Maidenhead.
Als lid van de oppositionele conservatieve fractie was ze van 1999 tot 2010 schaduwminister onder de opeenvolgende partijleiders William Hague, Iain Duncan Smith, Michael Howard en David Cameron. In 2002 en 2003 was ze ook partijvoorzitter. Van 11 mei 2010 tot en met 13 juli 2016 was ze minister van Binnenlandse Zaken in de kabinetten Cameron I en Cameron II. Tot aan 4 september 2012 was May tevens minister van Vrouwenzaken en Gelijkheid. In die functie verklaarde zij zich voorstander van de invoering van het homohuwelijk in het Verenigd Koninkrijk.
Als  minister van Binnenlandse Zaken begon May het herroepen van verschillende maatregelen van de Labourregering op het gebied van gegevensverzameling en toezicht in Engeland en Wales, waaronder de invoering van een National Identity Card en database. Zij zette ze zich in voor de hervorming van de politiebond, voerde ze een harder drugsbeleid,  en beperkte ze de immigratie verder. Haar beleid om illegale immigranten het leven zo moeilijk mogelijk te maken, zou leiden tot het  Windrush Schandaal: tussen 2012 en 2018 werden duizenden wettige burgers met een migratieachtergrond ten onrechte aanmerkte als illegale immigranten en in sommige gevallen gedeporteerd uit het Verenigd Koninkrijk. Ze hield toezicht op de invoering van gekozen politie- en misdaadcommissarissen, en de oprichting van het College of Policing en het National Crime Agency.

### Premier
Bij het referendum over het EU-lidmaatschap van het Verenigd Koninkrijk in 2016 behoorde ze tot de tegenstanders van een brexit. Op 29 juni 2016 stelde May zich kandidaat om Cameron op te volgen als partijleider van de Conservatieve Partij en als premier van het Verenigd Koninkrijk (VK). Cameron had vijf dagen eerder zijn nakend aftreden bekendgemaakt nadat het VK er in een referendum voor gekozen had uit de Europese Unie te treden. May gaf direct na haar kandidaatstelling voor het partijleiderschap aan de uitslag van het referendum te zullen respecteren ("Brexit means Brexit").
De eerste verkiezingsronde voor het partijleiderschap en daarmee ook het premierschap werd op 5 juli 2016 door May gewonnen met bijna de helft (165 van de 329) van de uitgebrachte stemmen. Andrea Leadsom volgde als tweede met 66 stemmen. Er waren vijf kandidaten. In de tweede stemronde kreeg May 199 en Leadsom 84 stemmen. De uiteindelijke keuze tussen de twee zou worden overgelaten aan de 149.800 partijleden. Op 11 juli 2016 maakte Leadsom echter bekend zich terug te trekken als kandidaat. Dezelfde dag werd May bevestigd als de nieuwe leider van de Conservatieve Partij. Cameron besloot daarom op 13 juli 2016 af te treden als premier. Die dag werd May dan ook aangesteld als zijn opvolgster. Zij vormde zonder tussentijdse verkiezingen het kabinet-May I, dat bijna een jaar regeerde.
Op 28 maart 2017 schreef May een brief aan president Donald Tusk van de Europese Unie, waarmee zij officieel Artikel 50 van het EU-verdrag activeerde. Daarmee stelde zij de procedures in werking voor de definitieve uittreding van het Verenigd Koninkrijk uit de Europese Unie. Op 29 maart 2017 werd dit verzoek gehonoreerd, waarmee het besluit tot een brexit binnen twee jaar definitief werd. Hiermee kwam May de belofte na die zij tijdens de kandidaatstelling voor het partijleiderschap had gedaan.

#### Parlementsverkiezingen 2017
Hoewel het mandaat van de gekozenen in het Lagerhuis liep tot mei 2020 kondigde May op 18 april 2017, onverwachts voor de buitenwereld, vervroegde parlementsverkiezingen aan op 8 juni 2017. Een dag later stemde een grote meerderheid van het Lagerhuis daarmee in. May hoopte een steviger basis te krijgen om de brexit-onderhandelingen in te gaan. In plaats daarvan verloren de conservatieven de absolute meerderheid. Ze bleven wel de grootste partij in het Lagerhuis, waarop May op 9 juni 2017 aankondigde het ingezette beleid te willen voortzetten. Bovendien deed May als premier het in de "popular vote" 5,5% beter dan haar voorganger Cameron. Ze evenaarde hierbij het resultaat van Thatcher bij de verkiezingen van 1983. Daartoe vormde zij na een beperkte kabinetsherschikking nog in dezelfde week het conservatieve kabinet-May II. Omdat dit een minderheidskabinet was, sloot ze op 26 juni 2017 een akkoord om gedoogsteun te verwerven van de Noord-Ierse DUP, de Democratic Unionist Party.

#### Vervolg Brexit
Op 15 januari 2019 verwierp het Britse Lagerhuis met ruime meerderheid (432 tegen 202 stemmen) de deal die de Britse regering onder leiding van May met de Europese Unie had gesloten inzake  de voorwaarden voor de uittreding uit de Europese Unie. Op 16 januari won zij nipt de vertrouwensstemming in het Lagerhuis die door een motie van wantrouwen van oppositieleider Jeremy Corbyn was geïnitieerd. Zij gaf na de stemming aan dat haar kabinet zich zou blijven inzetten voor de uitvoering van de meerderheidsopvatting bij het Brexit-referendum van 2016.
Op 24 mei 2019 maakte May bekend dat zij op 7 juni 2019 zou aftreden als leider van de Conservative Party. Ze zou aanblijven als premier totdat er een opvolger was.  Op 23 juli 2019 kozen de leden van de conservatieve partij Boris Johnson als nieuwe partijleider; daarmee stond voor hem ook de weg open naar de opvolging van May als premier. Na haar aftreden als premier op 24 juli 2019 werd May weer 'gewoon' Lagerhuislid als backbencher.

### Parlementslid na juli 2019
In mei 2020 bekritiseerde May de belangrijkste adviseur van premier Boris Johnson, Dominic Cummings, omdat deze zich niet had gehouden aan de destijds geldende maatregelen in verband met de COVID-19 pandemie. Betreffende de tweede lockdown koos zij voor stemonthouding.
In juni 2021 zei Ben Wallace, de Britse minister voor Defensie, dat May "een uitstekende kandidaat zou zijn" om Jens Stoltenberg, Secretaris-Generaal van de NAVO, wiens aftreden in 2023 werd verwacht, op te volgen. 
Op 13 juli 2021 was May een van de 24 parlementsleden van de Conservatieve Partij die, voor het eerst in 24 jaar tijd, tegen hun eigen partij stemden, in verband met korten van het budget voor de allerarmsten in de wereld. Zich richtend tot het parlement zei ze: "We hebben een belofte gedaan aan de armste mensen ter wereld. De regering heeft die belofte gebroken."
31 januari 2022 werd de inhoud van het langverwachte rapport over ‘partygate’ van topambtenaar Sue Gray deels bekend. Na publicatie van de samenvatting van schending van maatregelen rond het corona-virus tijdens feestjes op 10 Downing street, de ambtswoning van de premier, uitte zij zich kritisch over premier Johnson: "Ofwel mijn hooggeachte vriend heeft de regelgevingen niet gelezen, of niet begrepen wat zij inhielden en anderen rondom hem evenmin, of ze dachten dat die regels niet op nummer 10 van toepassing waren. Wat was het?"  
In verband met de oorlog in Oekraïne kreeg May een verbod opgelegd door Rusland om dat land te bezoeken. 
Zij maakte op 8 maart 2024 bekend zich bij de eerstvolgende Lagerhuisverkiezingen niet meer kandidaat te zullen stellen. Haar lidmaatschap van het Lagerhuis eindgde op 30 mei 2024, toen het parlement ontbonden werd in de aanloop naar de algemene verkiezingen op 4 juli. Die dag, minder dan een uur voordat de stemlokalen sloten, droeg premier Rishi Sunak haar voor om in de adelstand te worden verheven. Zij werd als Barones May van Maidenhead lid van het Hogerhuis.

### Trivia
Haar echtgenoot Philip May stond tijdens May's premierschap onafgebroken aan haar de zijde. Hij was haar meest invloedrijke adviseur, hetgeen regelmatig tot discussies leidde. In de zomer van 2020 werd Philip May hiervoor geridderd tot "knight", waardoor May sindsdien "lady May" is. Zij kreeg in de loop van haar leven talrijke onderscheidingen op velerlei gebied.
Walpole · 
Compton · 
Pelham · 
Pelham-Holles · 
Cavendish · 
Stuart · 
G. Grenville · 
Charles Watson-Wentworth · 
Pitt de Oudere · 
FitzRoy · 
North · 
Petty · 
Cavendish-Bentinck · 
Pitt de Jongere · 
Addington · 
W.W. Grenville · 
Perceval · 
Jenkinson · 
Canning · 
Robinson · 
Wellesley · 
Grey · 
Lamb · 
Peel · 
Russell · 
Smith-Stanley · 
Hamilton-Gordon · 
Temple · 
Disraeli · 
Gladstone · 
Gascoyne-Cecil · 
Primrose · 
Balfour · 
Campbell-Bannerman · 
Asquith · 
Lloyd George · 
Law · 
Baldwin · 
MacDonald · 
Chamberlain · 
Churchill · 
Attlee · 
Eden · 
Macmillan · 
Douglas-Home · 
Wilson · 
Heath · 
Callaghan · 
Thatcher · 
Major · 
Blair · 
Brown · 
Cameron · 
May · 
Johnson · 
Truss ·
Sunak ·
Starmer
- Gemeinsame Normdatei: 1105519287
- International Standard Name Identifier: 0000 0004 9747 1553
- Library of Congress Control Number: no2016103033
- Nationale Bibliotheek van Letland: 000270163
- Nationale Bibliotheek van Tsjechië: jo20191032732
- Nationale Bibliotheek van Israël: 987007411980705171
- Nationale Bibliotheek van Polen: a0000003441743
- Nederlandse Thesaurus van Auteursnamen: 409754552
- Système universitaire de documentation: 200397303
- Virtual International Authority File: 69146825110707631644
- WorldCat: E39PBJy4jjfPhTwHqktrpxWMT3